# Serrat de Puialossec
El Serrat de Puialossec és un serrat al terme municipal de la Vall de Boí, a la comarca de l'Alta Ribagorça, i dins del Parc Nacional d'Aigüestortes i Estany de Sant Maurici.
Des del seu extrem meridional (2,245,3 m), a l'alçada de la Colladeta del Forat de Gel de la Serra de Llats, al nord-est de la Roca Roia i a l'oest-nord-oest de la Roca Blanca, enfrontat al Serrat de Puigalí, descendeix direcció nord, flanquejat pels barrancs del Pago (oest) i de les Molines (est), per trobar la riba esquerra del Riu de Sant Nicolau.